# Raoul Island
Raoul Island ook wel Sunday Island  of Rangitahua (in Māori) is een aambeeldvormig eiland dat 1100 km ten noordoosten van het Noordereiland van Nieuw-Zeeland ligt en 900 km ten zuidwesten van de Tonga. Het is het grootste eiland van de Kermadeceilanden en heeft een oppervlakte van bijna 30 km2 en het hoogste punt reikt tot 516 m boven zeeniveau. Het eiland is vulkanisch en in prehistorische tijden hebben er heftige uitbarstingen plaats gehad.

## Geschiedenis
Uit archeologisch onderzoek blijkt dat het eiland ooit door Polynesiërs bewoond is geweest is. De eerste Europese zeelieden die in 1788 de Kermadeceilanden beschreven, troffen echter onbewoonde eilanden. Vanaf 1836 zijn diverse pogingen ondernomen om de eilanden te koloniseren, maar deze pogingen mislukten.
In 1934 werd het eiland verklaard tot natuurreservaat met uitzondering van het 111 ha grote terrein rond het meteorologisch station en het onderkomen voor mensen die werken voor het Department of Conservation (DOC). Dit gebouw is de noordelijkste nederzetting van Nieuw-Zeeland. Hier verblijven onderzoekers en vrijwilligers op het eiland die belast zijn met het verwijderen van schadelijke planten, onderhoud aan wegen en gebouwen en onderzoek aan flora, fauna en de geologie van het eiland.  Het DOC voert het beheer en coördineert al deze taken. Zonder toestemming van het DOC is het eiland niet toegankelijk.

## Flora en fauna

### Ecologisch herstel
De kolonisten uit de 19de eeuw brachten planten en dieren mee waarvan sommige verwilderden zoals de geiten (Capra hircus),  huiskat (Felis catus) en in 1921 na een schipbreuk de bruine rat (Rattus norvegicus). De Polynesische rat of kiore (Rattus exulans) was mogelijk al voor de westerse kolonisatie door de Polynesiërs geïntroduceerd. Verder zijn er zeker 12 soorten planten of struiken van vreemde oorsprong waaronder de doornstruik  Caesalpinia decapetala de voornaamste. De ratten en katten vormden een groot gevaar voor de inheemse broedvogels. De endemische ondersoort Cyanoramphus novaezelandiae cyanurus van de roodvoorhoofdkarakiri (een soort parkiet) was praktisch uitgestorven van het eiland.
Tussen 2002 en 2004 werden de katten en de ratten van het eiland verwijderd door middel van het uitstrooien van vergiftigd aas en door jacht met speciaal getrainde speurhonden. Deze actie werd 's werelds grootste uitroei-operatie genoemd, waarbij verschillende invasieve diersoorten tegelijk werden aangepakt. Uit onderzoek in 2008 bleek dat roodvoorhoofdkarakiri zich vanaf nabij gelegen kleine eilanden, spontaan weer op Raouleiland had gevestigd.

### Vogels
In 2012 zijn er 61 soorten vogels waargenomen. Naast de endemisch karakiri broeden er ook de toei (Prosthemadera novaeseelandiae), langstaartkoël (Urodynamis taitensis) en de kermadecstormvogel (Pterodroma neglecta). Daarnaast worden er drie zeevogels van de Rode Lijst van de IUCN waargenomen: phoenixstormvogel, Solanders stormvogel en de zuidzeewulp.

## Geografie

### Twee caldera's
Het eiland is vulkanisch; in het Holoceen (de afgelopen 11.700 jaar) hebben diverse grote uitbarstingen plaats gehad. Er zijn twee caldera's die daarop wijzen. De oudste caldera ligt midden op het eiland en is ongeveer 2,5 bij 3,5 km groot. In het westen van het eiland ligt in zee een grote caldera in de vorm  van een  6,5 bij 4 km grote baai (Denham Bay). Deze caldera werd 2200 jaar geleden gevormd. Rond het eiland liggen vulkaankegels onder het wateroppervlak. In historische tijden, gedurende de 19de eeuw vonden op het eiland kleine tot middelgrote freatische erupties plaats. In de oudste cladera liggen twee kratermeren, de grootste is Blue Lake; de kleinste, Green Lake ligt zuidelijke daarvan.

### Vulkanische uitbarsting in 2006
Op 17 maart 2006 vond plotseling in Green Lake een vulkaanuitbarsting plaats die aan een DOC-vrijwilliger het leven kostte. De man was bezig de watertemperatuur te meten. Uit later onderzoek, onder andere door een NASA-observatiesatelliet die vijf uur later over kwam, bleek dat gedurende 40 seconden magmatische gassen waarin zwaveldioxide waren ontsnapt en dat het waterpeil in korte tijd acht meter was gestegen. Het lichaam van de omgekomen vrijwilliger is niet gevonden. In september van dat jaar was het waterpeil en de temperatuur weer op hetzelfde niveau als voor de uitbarsting. Daarna zijn alleen nog aardbevingen geregistreerd, waarvan het epicentrum onder het zee-oppervlak lag en soms kleine tsunami's tot gevolg hadden. Dit kostte in 2012 mogelijk weer een vrijwilliger het leven.